# تسمم بالنيكوتين
التسمم بالنيكوتين هو مصطلح يصف أعراض آثار التسمم بالنيكوتين سواء كان عن طريق الابتلاع أو الاستنشاق أو ملامسة الجلد. قد يكون التسمم بالنيكوتين قاتلاً، على الرغم من أن التعرض للجرعات الخطيرة أو القاتلة الزائدة نادر. مع مرور السنوات كانت معظم حالات التسمم بالنيكوتين نتيجة استخدام النيكوتين كمبيد حشري. عادة ما تظهر الحالات الحديثة للتسمم بشكل داء التبغ الأخضر، أو بسبب الابتلاع غير المقصود للتبغ أو منتجاته أو استهلاك النباتات التي تحتوي على النيكوتين.
تم الإبلاغ عن الحد الأدنى المقدر للجرعة المميتة من النيكوتين والتي تترواح بين 30 و 60 ملغ. قد يمرض الأطفال بسبب ابتلاع سيجارة واحدة ، وابتلاع كمية أكبر من ذلك قد يتسبب في آلام مبرحة للطفل. قد يكون النيكوتين الموجود في السائل الإلكتروني في السيجارة الإلكترونية خطيرا على الأطفال والرضع عن طريق حادثة الابتلاع أو ملامسة الجلد. يتسمم الأطفال في بعض الحالات بسبب الكريمات الطبية الموضعية التي تحتوي على النيكوتين.
قد يتعرض الأشخاص الذين يحصدون أو يزرعون التبغ إلى الإصابة بمرض التبغ الأخضر (GTS)، والذي يعتبرمن أنواع التسمم بالنيكوتين الناجم عن ملامسة الجلد لأوراق التبغ المبللة. غالبا ما يحصل مع حصاد التبغ الشباب الذين لا يتمتعون بخبرة ولا يتناولون التبغ.

## الأعراض والمؤشرات

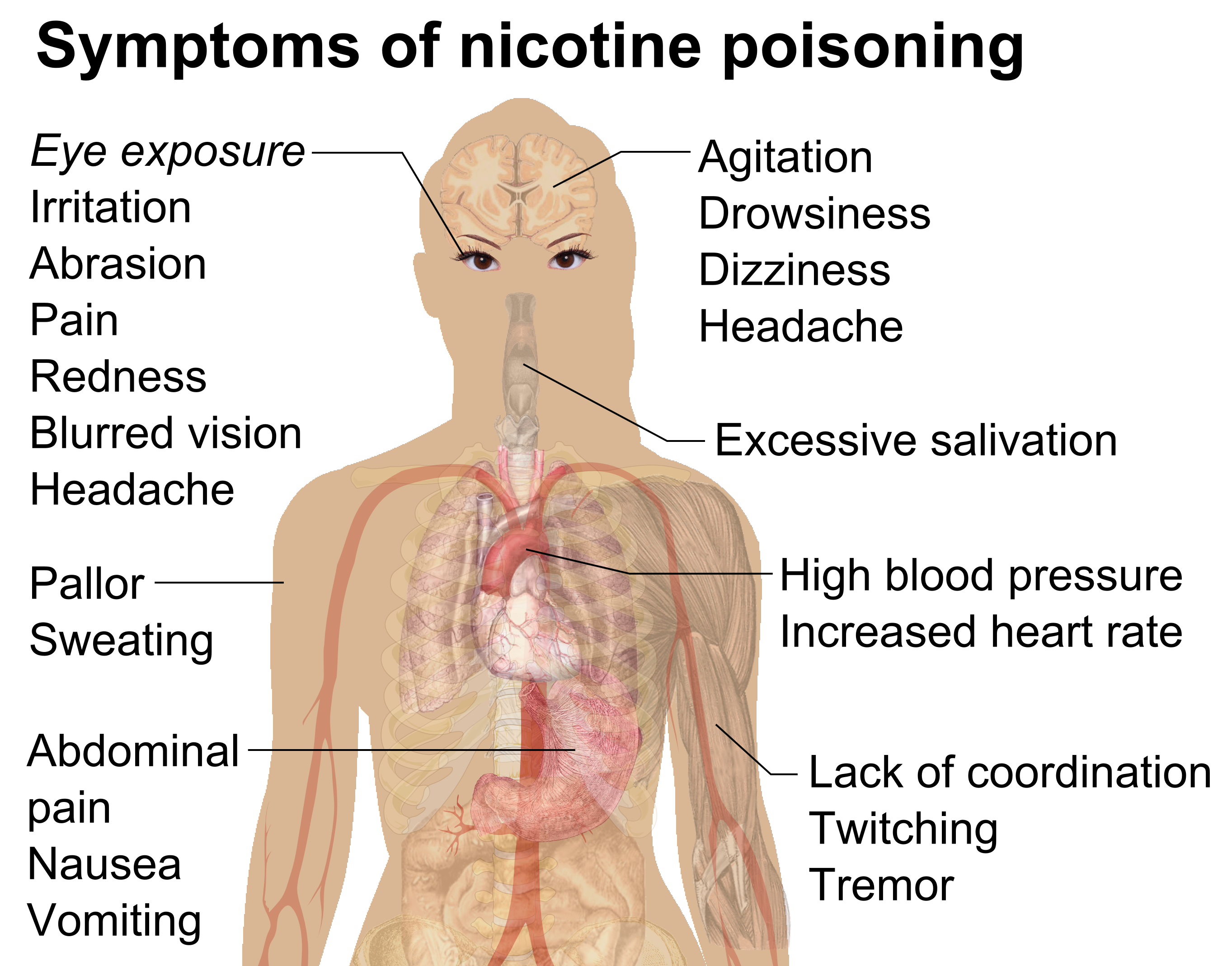
أعراض التسمم بالنيكوتين المتعلقة بمكالمات السيجارة الإلكترونية لمراكز مكافحة السموم بالولايات المتحدة.(الصورة باللغة العربية)

التسمم بالنيكوتين يؤدي إلى إنتاج حدوث الأعراض التي تتبع نمط ثنائي الطور. غالبا ماتكون الأعراض المبدئية عائدة إلى الآثار التحفيزية وتشمل الغثيان والتقيؤ وإفاراز اللعاب المفرط وآلام المعدة والشحوب والتعرق وارتفاع ضغط الدم وتسارع نبضات القلب والرنح والرعاش والصداع والدوار ارتجاف العضلات والنوبات. قد تلحق مرحلة التحفيز الأولية فترة من آثار الخمود التي تشمل ارتفاع ضغط الدم وتباطؤ نبضات القلب، وخمود الجهاز العصبي المركزي والغيبوبة، وضعف العضلات و / أو الشلل، مصاحبا لصعوبة في التنفس أو فشل في الجهاز التنفسي.
من 1 سبتمبر 2010 وحتى 31 ديسمبر 2014 كان هناك ما لا يقل عن 21106 مكالمة سجائر تقليدية لمراكز مكافحة السموم في الولايات المتحدة. وقد كانت الآثار العشر المتكررة خلال نفس الفترة الأكثر شيوعًا بالنسبة للسجائر التقليدية والتي أبلغت عنها مراكز مكافحة السموم في الولايات المتحدة هي القيء (80.0٪)، والغثيان (9.2٪) والخمول (7.8٪) والسعال (7.2٪) والتهيج (6.6٪) والشحوب (3.0 ٪)، وعدم انتظام دقات القلب (2.5 ٪)، التعرق (1.5 ٪)، والدوار (1.5 ٪) والإسهال (1.4 ٪). نسبة 95 ٪ من مكالمات السجائر التقليدية كانت متعلقة بالأطفال من 5 سنوات أو أقل. معظم مكالمات السجائر التقليدية كان لها آثار ضئيلة.
تلقت مراكز مكافحة السموم بالولايات المتحدة مكالمات تتعلق بالتعامل مع السجائر الإلكترونية التي تشمل الاستنشاق وتعريض العين لمصادر مختلفة، وملامسة الجلد والابتلاع في لكل من البالغين والأطفال. الآثار الطفيفة والمتوسطة والخطيرة تشمل البالغين والأطفال الصغار. ترتبط الآثار الضئيلة بالتسمم السائل للسجائر الإلكترونية والتي هي عدم انتظام نبضات القلب والرعشة وألم الصدر وارتفاع ضغط الدم. أما لآثار الأكثر خطورة فكانت بطء دقات القلب وانخفاض ضغط الدم والغثيان وشلل الجهاز التنفسي والرجفان الأذيني وضيق التنفس. العلاقة بالتحديد بين هذه الآثار والسجائر الإلكترونية غير معروفة. 58 ٪ من مكالمات السيجارة الإلكترونية لمراكز مكافحة السموم في الولايات المتحدة للأطفال بعمر 5 سنوات أو أقل. كانت نسبة الإبلاغ في مكالمات السجائر الإلكترونية أكبر عن أثر ضار وفرصة أكبر للإبلاغ عن تأثير سلبي متوسط أو خطير عن نسبة مكالمات السجائر التقليدية. كانت معظم مكالمات السجائر الإلكترونية ذات تأثير بسيط.
كان في الفترة من 1 سبتمبر 2010 وحتى 31 ديسمبر 2014 عدد لا يقل عن 5970 من المكالمات التي تخص السجائر الإلكترونية لمراكز الولايات المتحدة لمكافحة السموم في نفس الفترة قد كانت الآثار الضارة العشرة الشائعة للسجائر الإلكترونية والسائل الإلكتروني التي أبلغت عنها مراكز مكافحة السموم بالولايات المتحدة هي النقيؤ (40.4٪) وتهيج العين أو آلامها (20.3٪)، والغثيان (16.8٪)، واحمرار العين أو التهاب الملتحمة (10.5 ٪) والدوار (7.5 ٪)، وعدم انتظام ضئ القلب (7.1 ٪)، والخمول (7.1 ٪)، والتهيج (6.3 ٪) والصداع (4.8 ٪)، والسعال (4.5 ٪).

## علم السموم
LD50
```
من النيكوتين يعادل 50 ملغم/ كغم بالنسبة 
للجرذان
 و 3 ملغم/ كغم
للفئران
. أما بالنسبة للجرع من 0.5-1.0 ملغ/ كغ يمكن أن يكون جرعة مميتة للبشر البالغين، و 0.1 ملغ / كغ للأطفال.
[
22
]
[
23
]
 ومع ذلك بالنسبة لتقدير 
LD
50

فإن الاستخدام الشائع للناس بمقدار 0.5-1.0 ملغم/ كغم الذي تم طرح التساؤلات الخاصة به في مراجعة 2013 بالنظر إلى العديد من الحالات الموثقة للبشر الذين نجوا من جرعات أكثر من ذلك. تشير مراجعة 2013 إلى كون الحد الأدنى المسبب للنتائج المميتة هو 500-1000 ملغ من النيكوتين المبتلع، مماثل لكمية 6.5-13 ملغ/ كغ عن طريق الفم.
[
24
]
 ابتلاع غير المقصود بنسبة 6 ملغ هو الذي من الممكن أن يكون قاتلا للأطفال.
[
25
]
```

من المستبعد أن يتناول الشخص جرعة زائدة من النيكوتين عن طريق التدخين وحسب، فقد قالت إدارة الغذاء والدواء الأمريكية (FDA) في عام 2013: «لا توجد أية مخاوف مهمة تتعلق بالسلامة المتعلقة باستخدام أكثر من واحد [ دون وصفة طبية OTC والعلاج ببدائل النيكوتين في نفس الوقت، أو باستخدام العلاج ببدائل النيكوتين خارج الجسم في في الوقت نفسه مثل منتج آخر يحتوي على النيكوتين مثل السيجارة». قد يؤدي ابتلاع النيكوتين أو منتجات التبغ أو النباتات المحتوية على النيكوتين إلى حدوث تسمم، كما أدى التدخين بكميات كبيرة من التبغ إلى التسمم، وقد تم الإبلاغ عن حالة قام فيها شقيقان بتدخين 17 و 18 أنبوبًا من التبغ على التوالي وتسممًا خطيرا. يمكن أن يؤدي انسكاب تركيز عالٍ من النيكوتين على الجلد إلى التسمم أو حتى الموت لأن النيكوتين ينتقل بسهولة إلى مجرى الدم بعد ملامسة الجلد.
أدت الزيادة الأخيرة لاستخدام السجائر الإلكترونية، التي تصمم بأشكال عديدة لإعادة تعبئتها بـ «السائل الإلكتروني» المحتوي على النيكوتين والمزود بزجاجات بلاستيكية صغيرة إلى تجديد الاهتمام بشأن تناول جرعات زائدة من النيكوتين خاصة في إمكانية تناول الأطفال الصغار السوائل. أشار تقرير صادر عن الصحة العامة لإنجلترا [الإنجليزية] عام 2015 إلى تقرير لصحيفة غير موثوقة عن تسمم قاتل لطفل عمره عامين، وتقريرن آخرين لحالات أطفال بأعمار مقاربة تعافوا بعد تقيؤهم وابتلاهم لسائل إلكتروني. كما لاحظوا تقارير حالات الانتحار التي استخدم فيها النيكوتين، حيث شرب عدد من البالغين سائلًا يحتوي على 1500ملغ من النيكوتين. لقد تعافوا (ساعدهم التقيؤ) ولكن ابتلاعهم حوالي 10000 ملغ كان قاتلا على ما يبدو بهيئة حقنة. وقد علقوا قائلين: «عادة ما يُمنع التسمم الخطير بالنيكوتين اتباعا للحقيقة العلمية في كون الجرعات المنخفضة نسبيًا من النيكوتين تسبب الغثيان والتقيؤ، الأمر الذي يمنع المستخدمين من تناول المزيد من الطعام». توفي حوالي أربعة بالغين في الولايات المتحدة وأوروبا بعد ابتلاعهم للسائل عن عمد. توفي طفلان أحدهما في الولايات المتحدة في عام 2014 والآخر في إسرائيل في عام 2013 بعد ابتلاعهما للنيكوتين السائل.
لوحظ في دراسات سابقة بشأن الكمية وتم الاعتراض بشأن الجرعة 60 ملغ للتسمم بالنيكوتين (ماتسوشيما وآخرون 1995 ؛ ميتزلر وآخرون 2005). ومع ذلك فلا تزال هذه النسبة مقبولة على نطاق واسع الذي يزيد عن 500 ملجم كأساس لقواعد السلامة للتبغ وغيرها من المنتجات التي تحتوي على النيكوتين مثل TPD على نطاق الاتحاد الأوروبي بـ 20 ملغ كحد أقصى.

## علم الأمراض
تنجم أعراض التسمم بالنيكوتين عن التأثيرات على مستقبلات النيكوتين الكولينية. يعتبر النيكوتين هو ناهض في مستقبلات الناقل العصبي النيكوتيني التي توجد في الجهاز العصبي المركزي والمستقل والموصل العصبي العضلي. وبالنسبة لجرعات النيكوتين المنخفضة فإنها تؤدي إلى تسبب في آثار تحفيزية على هذه المستقبلات، ومع ذلك فإن الجرعات الكبيرة أو التعرض المستمر يمكن أن يسبب في تثبيط حصار عصبي عضلي.
يقال أحيانًا أن الأشخاص الذين تسمموا بمبيدات حشرية من الفوسفات العضوي يعانون من نفس أعراض التسمم بالنيكوتين. تثبط الفوسفات العضوي إنزيمًا يدعى أستيل كولينستراز مما يؤدي إلى تراكم الأسيتيل كولين، والتحفيز المفرط لجميع أنواع الخلايا العصبية الكولينية ومجموعة كبيرة من الأعراض. النيكوتين خاص بمستقبلات الكولين النيكوتين فقط وهناك بعض أعراض التسمم بالفوسفات العضوي وليس كلها.

## التشخيصات
تم اكتشاف أنه يوجد في النيكوتين أو الكوتنين (مستقلب النيكوتين) بتراكيز عالية في البول أو الدم أومصل النيكوتين.

## العلاج
قد يشمل العلاج المبدئي للتسمم بالنيكوتين إدارة الفحم المنشط في محاولة للحد من الامتصاص المعوي. العلاج المستمر أمر أساسي ويمكن أن تشمل الرعاية الإضافية السيطرة على النوبات من خلال إعطاء البنزوديازيبينات والسوائل الوريدية لخفض ضغط الدم، وإدارة الأتروبين لدقات القلب البطيئة. قد يستدعي الفشل التنفسي دعم الجهاز التنفسي مع تحريض متوالي سريع والتهوية الآلية. لا يمكن لغسيل الدم أو الإرواء الدموي ‏ أو غيره من الآليات الأخرى خارج الجسم التخلص من النيكوتين في الدم، الأمر الذي لا يفيد في دعم التصفية. يمكن أن يؤدي تحمض البول إلى زيادة إفراز النيكوتين من الناحية النظرية على الرغم من أن هذا غير مستحسن لأنه قد يسبب مضاعفات الحماض الأيضي.

## توقعات سير المرض
عادة ما تكون توقعات سير المرض حميدة في حالة توفيرالرعاية الطبية، ومن غير المرجح أن يكون المرضى الذين تم الاعتناء بهم بشكل كاف بأن يعانوا من آثار على المدى البعيد. وبالرغم من ذلك فإن المرضى المصابين بشدة بنوبات طويلة أو فشل في الجهاز التنفسي قد يعانون من نوبات متواصلة ثانوية لنقص الأكسجين. وقد ذكر أنه في حالة أن نجا المريض من تسمم النيكوتين خلال الساعات الأربع الأولى فإنه عادة ما يتعافى تمامًا. على الأقل في المستويات «الطبيعية» حيث يتم تكسير النيكوتين في جسم الإنسان، وله نصف عمر بيولوجي تقريبي قدره 1-2 ساعة. الكوتينين هو مستقبل نشط للنيكوتين يبقى في الدم لمدة 18-20 ساعة مما يجعل تحليلها أسهل نظرًا لطول عمرها النصفي.